# Kastell Perișani

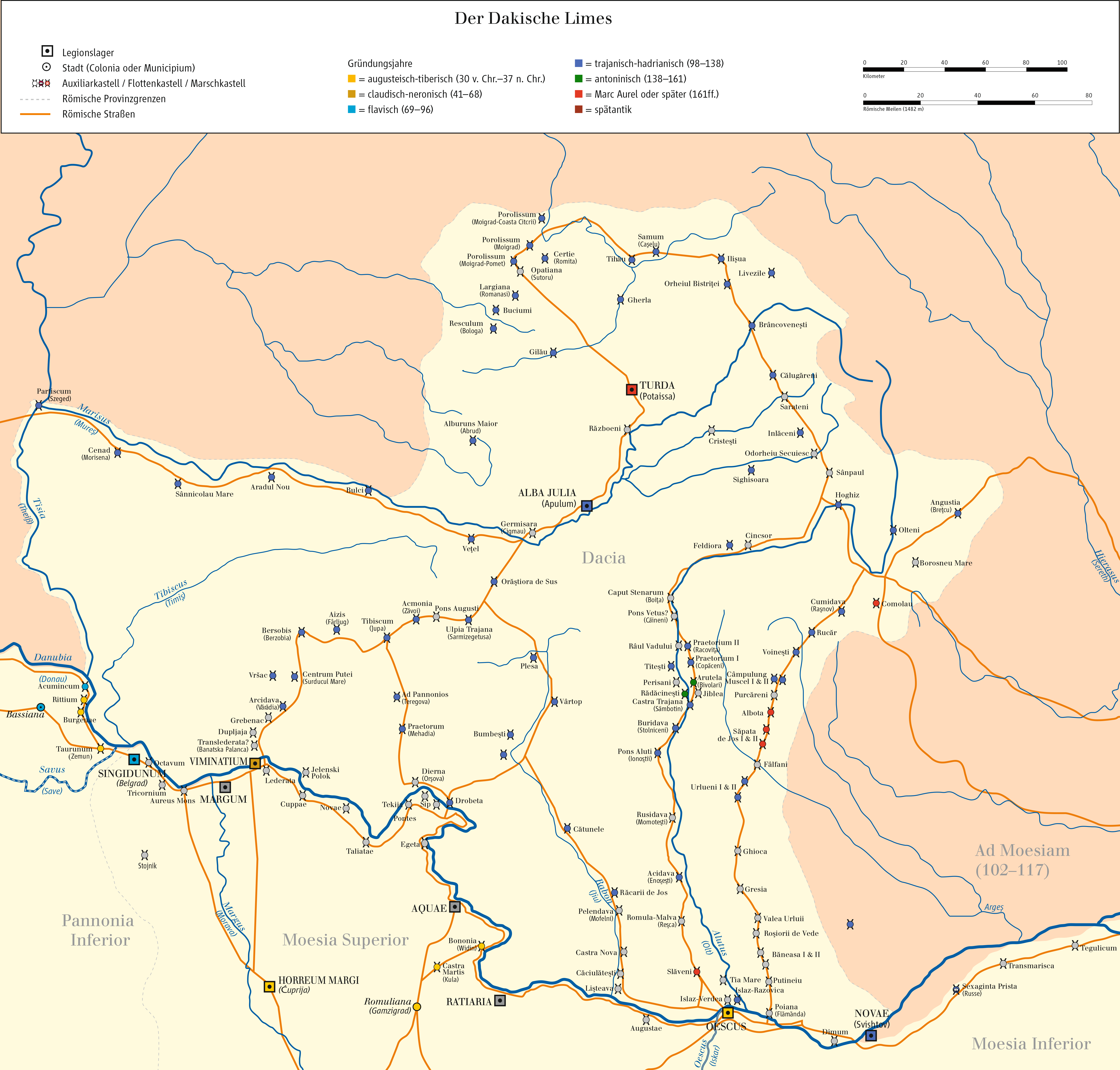
Kastell Perisani im Verlauf der dakischen Limites

Das Kastell Perișani ist ein vermutetes ehemaliges römisches Hilfstruppenlager auf dem Gebiet des zur Gemeinde Perișani gehörenden Dorfes Pripoare im rumänischen Kreis Vâlcea in der historischen Region Große Walachei. In antiker Zeit war es Bestandteil des Limes Alutanus und gehörte administrativ zur Provinz Dacia inferior, später zur Dacia Malvensis.

## Lage
Die Verdachtsfläche befindet sich südlich des Dorfes Perișani auf einer Hochterrasse am östlichen Ufer des gleichnamigen Baches. Im Gelände ist nichts zu sehen, möglicherweise ist das Kastell durch menschliche Bodeneingriffe zerstört worden. Es wäre Bestandteil des Limes Alutanus gewesen und hätte in antiker Zeit administrativ zur Provinz Dacia inferior, später zur Dacia Malvensis gehört.
Das Kastell wäre eines von drei bisher bekannten Lagern (Kastell Rădăcinești, Kastell Perișani und Kastell Titești) gewesen, die auf einer Strecke von insgesamt 15 km vom Olt (lat. Alutus) weg um acht bis zwölf Kilometer nach Osten vorgeschoben worden waren. Es war somit möglicherweise Bestandteil einer Vorverteidigungslinie vor dem Tal des Olt zum Schutz der darin verlaufenden, strategisch und wirtschaftlich bedeutsamen Fernstraße. Zudem führte in diesem Bereich eine Seitenstraße vom Olt aus kommend und in nordöstliche Richtung verlaufend ins Gebirge hinein. Möglicherweise oblag der Kastellbesatzung die Überwachung dieser potentiellen Einfallspforte in das Tal des Olt.

## Archäologische Befunde
Das Kastell wird aufgrund der Häufung von Funden römischer Provenienz vor Ort, in Kombination mit dem Umstand, dass sich zwischen den Kastellen Rădăcinești und Titesti noch ein weiteres Kastell befinden müsste und dieser Platz schon topographisch dafür prädestiniert wäre, bislang lediglich vermutet. Entsprechende Befunde liegen nicht vor, systematische archäologische Untersuchungen fanden bisher nicht statt. Auch wurde die Verdachtsfläche noch nicht ins rumänische Denkmalverzeichnis Lista Monumentelor Istorice aufgenommen.